# 科穆納爾卡
科穆纳尔卡（俄語：Коммунарка）是一座位于俄罗斯莫斯科的市級鎮，行政上受新莫斯科行政区管轄。2019年，科穆纳尔卡站开通。

## 历史
1930年代末的大型埋葬地科科穆纳尔卡射击场就位于科穆纳尔卡地区。在第三次和最后一次莫斯科作秀公审（1938年3月）上被判处死刑的被告人大多被埋葬在这里。